# 足跡 (BAReeeeeeeeeeNの曲)
「足跡」（あしあと）は、BAReeeeeeeeeeNのシングルである。2008年10月1日にcutting edgeから発売された。

## 解説
GReeeeN、BACK-ON、JINの10人が合体してできたバンドグループ「BAReeeeeeeeeeN」唯一のシングルである。GReeeeNとBACK-ONはシングルを出しているが、JINはソロでCDを発売していないため、JINにとってもデビューシングルとなり、2019年現在、唯一のシングルである。
初回特典として、オリジナルキャラクター「バリン君」のステッカー（全5色ランダム封入）やSpecial Flash待受けが付いてくる。
10月1日のデビューを前に、USEN総合チャートとレーベルモバイルの携帯音楽配信コンテンツサイト『レコード会社直営♪サウンド』の着うたダウンロードチャートでそれぞれ1位を獲得。BACK-ONはこの作品で実質、初のTOP10入りともなった。

## 収録曲
- 全曲　作詞・作曲：BAReeeeeeeeeeN、編曲：JIN

1. 足跡 [4:00]
  - テレビ朝日系「コラマーシャル」テーマソング。
2. color [3:02]

## 収録アルバム

### BACK-ON
- 『YES!!!』（アルバムバージョンでの収録）

### コンピレーションアルバム
- 『いちばん大切なキミへ贈るうた 〜友達 家族へ〜』（「足跡」収録）